# Ryssby
Ryssby ist ein Ort (tätort) in der schwedischen Provinz Kronobergs län und der historischen Provinz Småland.
Ryssby liegt etwa 10 km östlich von Ljungby an der Reichsstraße 25 Richtung Växjö in der Gemeinde Ljungby. Arbeit finden die meisten in Ljungby, Alvesta und Vislanda. Die Arbeitsstellen in Ryssby sind hauptsächlich in den Bereichen Ausbildung und Betreuung/Pflege zu finden.
Im Ort befindet sich das Ryssbygymnasiet, eine Schule mit Bildungsangeboten zu den Themen Jagd, Wald, Tourismus, Hotel- und Restaurantgewerbe. Im Sommer dient es als Jugendherberge.
Der ursprüngliche Ortskern liegt rund um den Bahnhof und das Hotel.

## Geschichte
In der Gegend um Russby gibt es eine Reihe von Grabhügeln, was auf eine frühe Besiedlung der Gegend schließen lässt.

## Wirtschaft
Die größte Firmen in Ryssby sind Bröderna Anderssons Åkeri AB, ein Holztransportunternehmen und Grafiska Möbler AB, eine Büromöbelwerk.

## Natur und Kultur
Rund um die Seen Ryssbysjön und Stensjön liegen Naturschutzgebiete. Das Anwesen Sällebergs herrgård ist seit 1982 Baudenkmal.

## Persönlichkeiten
- Alfred von Hedenstjerna (1852–1906), Schriftsteller
- Carl Wilhelm von Sydow (1878–1952), Ethnologe